# 庫魯芬國家公園
12°50′N 10°25′W / 12.833°N 10.417°W
庫魯芬國家公園是馬里的國家公園，位於該國西南部，處於卡伊區，北面是人工湖泊馬納利湖，成立於2002年1月16日，面積557平方公里。